# Иловец (приток Днестра)
Иловец (укр. Іловець) — река в Стрыйском районе Львовской области, Украина. Левый приток Днестра (бассейн Чёрного моря).
Длина реки 16 км, площадь бассейна 59 км². Берёт начало между холмами Львовского Ополья, севернее села Илов. Долина Иловца во многих местах заболочена, русло слабоизвилистое. Питание преимущественно дождевое и снеговое. Используют для технического водоснабжения и наполнения прудов, в частности живописного озера (пруда) Барвинок — любимого места отдыха жителей города Новый Роздол.